# Giacomo Franco (incisore)

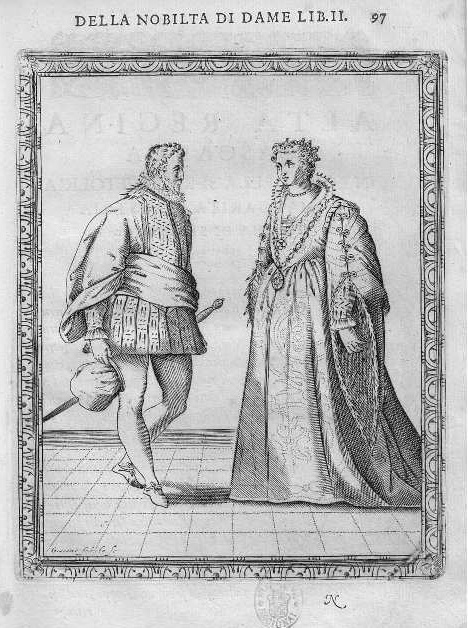
Incisione calcografica di Giacomo Franco per Il ballarino di Fabrizio Caroso, ripubblicato nel 1630 con il titolo Raccolta di varij balli fatti in occorrenze di nozze e festini da nobili cavalieri e dame di diuerse nationi. Biblioteca Nacional de España.

Giacomo Franco (Venezia, 1550 – Venezia, 1620) è stato un incisore e editore italiano.

## Biografia
Figlio naturale di Battista Franco, anch'egli pittore e incisore, nacque nel 1550 probabilmente a Urbino o forse a Venezia, dove è registrata tutta la sua attività conosciuta. Deve essersi formato con il padre, che in gioventù a Roma aveva eseguito alcune incisioni che riproducevano gli affreschi della Cappella Sistina e le Stanze di Raffaello.
Illustrò libri con acqueforti e incisioni, come Il ballarino di Fabrizio Caroso da Sermoneta (1581), più volte ristampato, le Metamorfosi di Ovidio nell'edizione veneziana del 1584 e la Gerusalemme Liberata di Torquato Tasso nella prima edizione illustrata, stampata a Genova nel 1590, oltre a fornire stampe di riproduzione, come la Pietà e le Nozze mistiche di Santa Caterina del Veronese. A partire dal 1595, inoltre, si presenta come editore di opere di Agostino Carracci e Palma il Giovane, tra gli altri.
È anche autore di due serie di incisioni dedicate a mostrare i costumi veneziani in tutta la loro varietà e ricchezza, per dimostrare la potenza e il lusso della Repubblica di Venezia: Habiti delle done venetiane intagliate a Roma e Habiti d'huomeni et donne venetiane con la processione della Ser.ma Signoria et altri particolari cioé trionfi feste e cérimonie publiche della nobilissima città di Venetia, Venezia, 1610.